# Горња Пушћа
Горња Пушћа је насељено место у саставу општине Пушћа у Загребачкој жупанији, Хрватска. До територијалне реорганизације у Хрватској налазила се у саставу старе загребачке приградске општине Запрешић.

## Становништво
На попису становништва 2011. године, Горња Пушћа је имала 605 становника.

## Попис1991.
На попису становништва 1991. године, насељено место Горња Пушћа је имало 468 становника, следећег националног састава:
| Попис 1991.‍  | Попис 1991.‍  | Попис 1991.‍ | Попис 1991.‍ | Попис 1991.‍ |
| ------------ | ------------ | ----------- | ----------- | ----------- |
|              |              |             |             |             |
| Хрвати       | Хрвати       |             | 441         | 94,23%      |
| Срби         | Срби         |             | 8           | 1,70%       |
| Муслимани    | Муслимани    |             | 1           | 0,21%       |
| Словенци     | Словенци     |             | 1           | 0,21%       |
| Албанци      | Албанци      |             | 1           | 0,21%       |
| неопредељени | неопредељени |             | 11          | 2,35%       |
| непознато    | непознато    |             | 5           | 1,06%       |
| укупно: 468  |              |             |             |             |